# Deutzia glauca
Deutzia glauca är en hortensiaväxtart som beskrevs av Cheng. Deutzia glauca ingår i släktet deutzior, och familjen hortensiaväxter. Utöver nominatformen finns också underarten D. g. decalvata.